# Сибик-Тыллах
Сибик-Тыллах (Сибик-Тыэллах) — упразднённый посёлок в Магаданской области России. По своему географическому положению посёлок находился на территории Ягоднинского района, но административно и экономически он входил в Тенькинский район. Затоплен при наполнении Колымского водохранилища.

## Название
Топоним имеет якутское происхождение, его вторая часть в переводе означает «ветреный».

## История
Посёлок был основан в 1958 году геологами на правобережье одноименного ручья, близ устья его правого притока — ручья Олень. В 1961 году золотое месторождение перешло в промышленное освоение прииском «40 лет Октября». Посёлок быстро строился, первые строениями были дома, разобранные и перевезённые из закрывшихся посёлков Лесной и Бодрый. Здесь появились начальная школа, детский сад, здравпункт, клуб, столовая, почта. 
В 1980 году стало известно, что Сибик-Тыллах попадает в зону затопления Колымского водохранилища, жителей стали постепенно отселять, и в 1986 году был окончательно оставлен. Бо́льшая часть посёлка ушла под воду, оставшаяся ближе к ручью Олень стала берегом водоёма.
Официально посёлок Сибик-Тыллах был исключён из учетных данных административно-территориального деления Магаданской области в 1994 году.

## Население
К концу 1970-х гг. численность населения превысило 1000 человек.